# 莱诺
莱诺（義大利語：Leno），是意大利布雷西亚省的一个市镇。总面积58平方公里，人口14518人，人口密度250.3人/平方公里（2009年）。国家统计（ISTAT）代码为017088。

## 友好城市
- 義大利卡西诺 2005年